# Parides childrenae
Parides childrenae là một loài bướm trong họ Papilionidae. Chúng được tìm thấy ở miền nam Bắc Mỹ và miền bắc Nam Mỹ.

## Hình ảnh

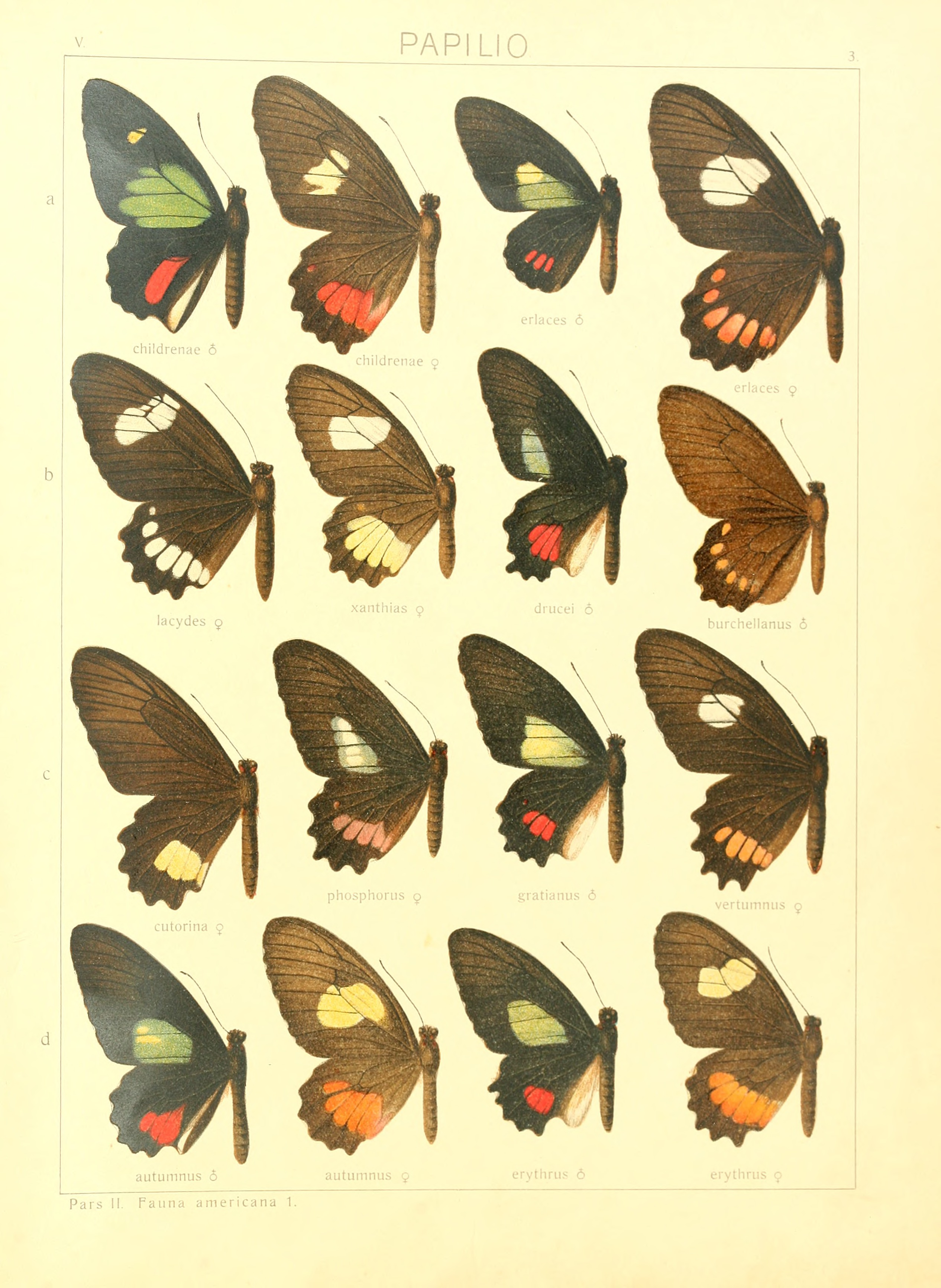
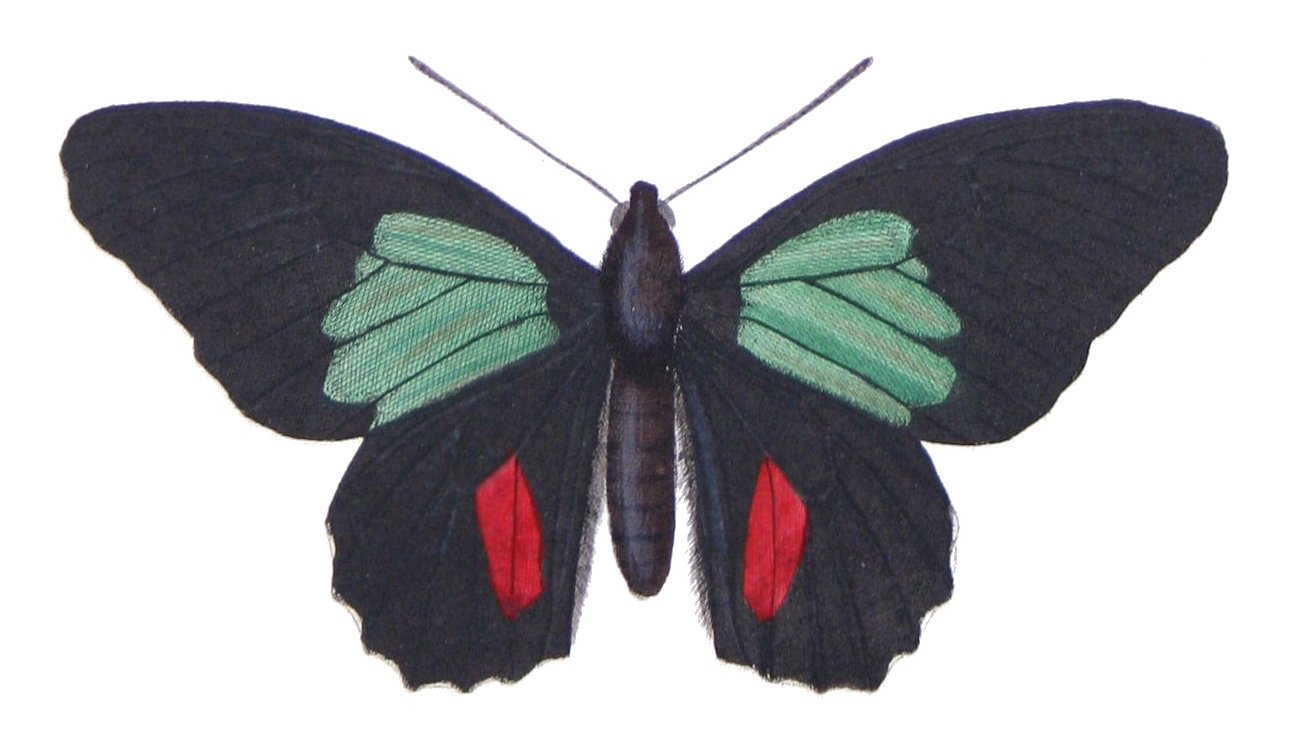